# Llau
Una llau és, tal com estableix Joan Coromines, el de caiguda, ensorrada o esllavissada de terres. Mot de gènere femení, una llau passà a designar, ja en català medieval, un barranquet que recull l'aigua de la pluja i que la major part de l'any és sec.
El canvi de significat té l'arrencada en el fet que en aquesta mena de barranquets l'aigua sobtada de la pluja produeix una forta erosió que de seguida es tradueix en esllavissades importants. Com que l'efecte d'una caiguda d'una massa de neu produeix el mateix efecte, aviat s'estengué a aquest darrer significat l'accepció del mot; però no abans del darrer terç del segle xix, segons Coromines.
El pas de llau a allau es produeix per aglutinació de la vocal de l'article al substantiu, produint alhora un canvi de gènere: la llau→ l'allau → una llau → una allau. És un fenomen que es produeix amb una certa freqüència, en català i també en altres llengües romàniques. A més, el mot allau, amb el significat de caiguda d'una massa de neu, conserva sovint la forma originària, llau.
Això fa que avui dia es reconeix en el mot llau aquests dos significats:
1. Barranquet sec i curt o llit per on rodola l'allau. Mot sobretot utilitzat a la zona pirinenca (comarques de l'Alta Ribagorça, Pallars Jussà i Pallars Sobirà, principalment), sempre amb la forma llau.
2. Massa de neu que es desprèn sobtadament i cau muntanya avall. Mot actualment d'abast general, preferentment en la forma allau.